# Tekapo Ridge
Tekapo Ridge ist ein halbmondförmiger und 5 km langer Gebirgszug aus wenig erhabenen Gipfeln auf der antarktischen Ross-Insel. In den Kyle Hills erstreckt er sich in südwest-nordöstlicher Ausrichtung vom Scanniello Peak bis zum Parawera Cone.
Das New Zealand Geographic Board benannte ihn im Jahr 2000 nach der neuseeländischen Ortschaft Lake Tekapo, in der neuseeländische Wissenschaftler auf ihren Aufenthalt in Antarktika vorbereitet werden.